# Symphurus fuscus
Symphurus fuscus är en fiskart som beskrevs av Brauer, 1906. Symphurus fuscus ingår i släktet Symphurus och familjen Cynoglossidae. Inga underarter finns listade i Catalogue of Life.